# Sea of Stars (комикс)
Sea of Stars — серия комиксов, которую в 2019—2021 годах издавала компания Image Comics.

## Синопсис
Космический дальнобойщик Гил потерял жену. Вскоре после этого он берёт своего сына Кадина в дорогу, однако на них нападает чудовище, разделяя отца с отпрыском.

## Отзывы
На сайте Comic Book Roundup серия имеет оценку 7,9 из 10 на основе 56 рецензий. Майк Фугере из Comic Book Resources, обозревая первый выпуск, отметил, что сюжет в нём «довольно прост», «хотя и хорошо реализован». Шон Витцке из The Comics Journal в рецензии на дебют подчёркивал, что приключения Кадина больше ориентированы на детей, и написал, что так «делают немногие комиксы из этой категории». Чейз Магнетт из ComicBook.com дал первому выпуску 4 балла из 5 и посчитал, что причиной читать Sea of Stars — это отношения Гила с сыном. Ари Бард из AIPT поставил дебюту оценку 7,5 из 10 и одним из плюсов назвал то, что в нём представлено две истории о двух персонажах.